# Adoretus pruinosus
Adoretus pruinosus är en skalbaggsart som beskrevs av Ernst Ballion 1870. Adoretus pruinosus ingår i släktet Adoretus och familjen Rutelidae. Inga underarter finns listade i Catalogue of Life.